# Ambonil
Ambonil ist eine französische Gemeinde mit 102 Einwohnern (Stand: 1. Januar 2022) im Département Drôme in der Region Auvergne-Rhône-Alpes; sie gehört zum Arrondissement Die und zum Kanton Loriol-sur-Drôme. Die Bewohner werden Amboniliens und Amboniliennes genannt.

## Geographie
Ambonil liegt rund 29 Kilometer nordnordöstlich von Montélimar und etwa 15 Kilometer südlich von Valence im Tal der Rhone. Umgeben wird Ambonil von den Nachbargemeinden Montoison im Norden sowie Allex im Süden.

## Bevölkerungsentwicklung
| Jahr                       | 1962 | 1968 | 1975 | 1982 | 1990 | 1999 | 2006 | 2016 |
| Einwohner                  | 65   | 75   | 59   | 59   | 69   | 100  | 114  | 120  |
| Quellen: Cassini und INSEE |      |      |      |      |      |      |      |      |

## Sehenswürdigkeiten
- Kirche Saint-Pierre aus dem 19. Jahrhundert